# Salganea obtusespinosa
Salganea obtusespinosa är en kackerlacksart som beskrevs av Karlis Princis 1954. Salganea obtusespinosa ingår i släktet Salganea och familjen jättekackerlackor. Inga underarter finns listade i Catalogue of Life.